# ニコラ・フェアブラザー
ニコラ・フェアブラザー（Nicola Fairbrother 1970年5月14日 - ）は、イギリスのヘンリーオンテムズ出身の柔道選手。現役時代は56kg級の選手。身長160cm。

## 人物
1991年の世界選手権では3位となった。翌年のバルセロナオリンピックでは、決勝で地元スペインのミリアム・ブラスコに小外掛で有効を取られて敗れた。1993年の世界選手権では、決勝で立野千代里から袖釣込腰で技ありを取って優勝を果たした。1996年のアトランタオリンピックでは5位に終わった。引退後は｢Koka Kids｣という子供向けの柔道雑誌の発行や、イギリス柔道連盟の会員向け雑誌｢Matside｣のデザインの担当などに携わっている。2017年7月にはバルセロナオリンピックで決勝を争ったブラスコと1年半前に同性結婚していたことが明らかになった。この両者は22年もの間付き合っていたという。

## 主な戦績
- 1986年 - ヨーロッパジュニア　2位(52kg級)
- 1987年 - ヨーロッパジュニア　優勝(52kg級)

56kg級での戦績
- 1989年 - フランス国際　2位
- 1990年 - フランス国際　3位
- 1990年 - ヨーロッパ選手権　3位
- 1990年 - グッドウィルゲームズ　2位
- 1991年 - フランス国際　3位
- 1991年 - イギリス国際　3位
- 1991年 - オーストリア国際　優勝
- 1991年 - 世界選手権　3位
- 1992年 - ベルギー国際　3位
- 1992年 - ヨーロッパ選手権　優勝
- 1992年 - オーストリア国際　2位
- 1992年 - バルセロナオリンピック　2位
- 1993年 - フランス国際　3位
- 1993年 - イギリス国際　優勝
- 1993年 - ヨーロッパ選手権　優勝
- 1993年 - 世界選手権　優勝
- 1994年 - ヨーロッパ選手権　2位
- 1994年 - 福岡国際　3位
- 1995年 - ドイツ国際　3位
- 1995年 - ヨーロッパ選手権　優勝
- 1996年 - ロシア国際　優勝
- 1996年 - ポーランド国際　優勝
- 1996年 - アトランタオリンピック　5位
- 1996年 - 福岡国際　3位

57kg級での戦績
- 1998年 - ドイツ国際　3位
- 1999年 - フランス国際　2位
- 1999年 - チェコ国際　3位
- 1999年 - イギリス国際　3位